# Episodi di Lui è Pony (seconda stagione)
La seconda stagione della serie animata Lui è Pony , composta da 22 episodi, è stata trasmessa negli Stati Uniti, da Nicktoons, dal 29 ottobre 2021 al 26 maggio 2022.
In Italia è stata trasmessa dal 16 agosto 2021 su Nickelodeon.
| nº | Titolo originale              | Titolo italiano                       | Prima TV USA     | Prima TV Italia |
| -- | ----------------------------- | ------------------------------------- | ---------------- | --------------- |
| 1  | Raiders of the Lost Cinema    | I predatori del cinema scomparso      | 29 ottobre 2021  |                 |
| 2  | Annie's Voice                 | La voce di Annie                      | 9 dicembre 2021  |                 |
| 2  | Business as Usual             | Le solite cose                        | 9 dicembre 2021  |                 |
| 3  | The Wallet                    | Il portafogli                         | 17 gennaio 2022  |                 |
| 3  | Locked Out                    | Chiuso fuori                          | 17 gennaio 2022  |                 |
| 4  | Always Yes Annie              | La scommessa                          | 20 gennaio 2022  |                 |
| 4  | Sleepover                     | Il pigiama party                      | 20 gennaio 2022  |                 |
| 5  | Flight of the Chickens        | Il volo delle galline                 | 27 gennaio 2022  | 16 agosto 2021  |
| 5  | Henrietta the Psychic         | Henrietta la veggente                 | 27 gennaio 2022  | 16 agosto 2021  |
| 6  | Annie vs Pony                 | Annie contro Pony                     | 3 febbraio 2022  | 18 agosto 2021  |
| 6  | Get Sapphire                  | La trilogia di Zaffiro                | 3 febbraio 2022  | 18 agosto 2021  |
| 7  | Pighog Day                    | Il giorno del maiale                  | 10 febbraio 2022 | 17 agosto 2021  |
| 7  | Second Best Friend            | Il secondo migliore amico             | 10 febbraio 2022 | 17 agosto 2021  |
| 8  | Pony Car                      | L'auto di Pony                        | 17 febbraio 2022 | 19 agosto 2021  |
| 8  | Wedding Planners              | Wedding Planner                       | 17 febbraio 2022 | 19 agosto 2021  |
| 9  | Cat Alley                     | Il vicolo dei gatti                   | 24 febbraio 2022 | 20 agosto 2021  |
| 9  | Saving Horse                  | Salviamo il cavallo                   | 24 febbraio 2022 | 20 agosto 2021  |
| 10 | Comic Connival                | Il nuovo personaggio                  | 3 marzo 2022     |                 |
| 10 | Horse on a Hot Tin Roof       | Il cavallo sul tetto che scotta       | 3 marzo 2022     |                 |
| 11 | Song of the Soil              | La canzone del suolo                  | 10 marzo 2022    |                 |
| 11 | Street Smart                  | Pony e la fiducia                     | 10 marzo 2022    |                 |
| 12 | Ponopoly                      | Ponopoli                              | 17 marzo 2022    |                 |
| 12 | President Annie               | Presidente Annie                      | 17 marzo 2022    |                 |
| 13 | Cow Power                     | Energia alternativa                   | 24 marzo 2022    |                 |
| 13 | I.T. Pony                     | Pony programmatore                    | 24 marzo 2022    |                 |
| 14 | Family Free for All           | I Bramley in TV                       | 31 marzo 2022    |                 |
| 14 | Lucky Pony                    | Il pony portafortuna                  | 31 marzo 2022    |                 |
| 15 | City Pony                     | Un pony di città                      | 7 aprile 2022    |                 |
| 15 | Country Pony                  | In campagna                           | 7 aprile 2022    |                 |
| 16 | Hot Tub Brine Machine         | La macchina del tempo in salamoia     | 14 aprile 2022   |                 |
| 16 | The Secret Life of Pony       | La vita segreta di pony               | 14 aprile 2022   |                 |
| 17 | Space Shippers                | La lettera di Gerry                   | 21 aprile 2022   |                 |
| 17 | The Lakey Loos                | I Lakey Loo                           | 21 aprile 2022   |                 |
| 18 | Bowled Over                   | Travolti dal bowling                  | 28 aprile 2022   |                 |
| 18 | Disaster Express              | Disastro express                      | 28 aprile 2022   |                 |
| 19 | Pony Almighty                 | L'onnipotente pony                    | 5 maggio 2022    |                 |
| 19 | Annie the Influencer          | L'influencer                          | 5 maggio 2022    |                 |
| 20 | Never Take Advice From a Pony | Mai accettare un consiglio da un pony | 12 maggio 2022   |                 |
| 20 | Moon Face-Off                 | Scambio di avatar                     | 12 maggio 2022   |                 |
| 21 | Pony, Come Home               | Pony, torna a casa!                   | 19 maggio 2022   |                 |
| 21 | Special Sauce                 | La salsa speciale                     | 19 maggio 2022   |                 |
| 22 | Beachy Weachy Weach           | La canzone dell'estate                | 26 maggio 2022   |                 |
| 22 | Bee in a Jar                  | L'ape nel vasetto                     | 26 maggio 2022   |                 |